# Попова шапка
Попова шапка (на македонска литературна норма: Попова Шапка; на албански: Kodra e Diellit) е връх в планината Шар, Северна Македония, висок 1780 метра.
В подножието му е разположен едноименният курорт Попова шапка, най-известният зимен курорт в страната. Отстои на 18 километра западно над град Тетово. Склоновете са североизточни и по тях се задържа много сняг до късна пролет. Обработват се 20 км ски писти върху 35 km2 удобни за ски терени. В курорта се провежда състезанието Шарпланинска купа. Известни са хотелите „Попова Шапка“, „Тетекс“ и други.
Равитието на района започва през 30-те години на XX век, когато малък брой ентусиасти започват да го използват за туризъм и снежни спортове. През 1934 година е построена първата сграда, планински дом. По-сериозни стъпки към развитието на туризма се правят в началото на 1960 г., когато започва да се изгражда концепция за развитието на местността като туристически център.
Според едно предание името Попова шапка идва от далечното минало: свещеник, пътуващ с мисия, бил мъченически убит в тази местност, а тялото му –  оставено да бъде разкъсано от горските зверове. Била намерена само неговата шапка и затова започнали да наричат местността Попова шапка.
В курорта е разположен манастирът „Свети Наум Охридски“, чийто строеж е започнат в 1992 година, а е открит и осветен в 1995 година.

## Други
На Попова шапка е наречена улица в квартал „Подуяне“ в София (Карта).
- Попова шапка
- „Свети Наум Охридски“